# Manchester Opera House
The Manchester Opera House est une salle d'opéra anglaise qui se situe Quay Street à Manchester en Angleterre. Doté de 1 920 places assises, il accueille en tournée des comédies musicales, des ballets, des concerts et à Noël un spectacle de pantomime. Elle est monument classé de Grade II.

## Productions notables
- West Side Story en 1958
- Barnum
- Never Forget
- Sister Act
- The Phantom of the Opera
- Ghost the Musical